# Râul Putna, Suceava
Râul Putna este un curs de apă, afluent al râului Suceava în județul Suceava.Râul Putna lung de 20 de kilometri, desenează hidrografic toată depresiunea, pentru că izvorăște departe, sub vârful Oglinda, înalt de 1181 de metri( cf. hărții, Munții noștri, I .Barbu și L. Ionesi, 1987) urmând un traseu destul de sinuos, care se încheie cu vărsarea în râul Suceava, între Gura Putnei și Bivolărie ( sat care aparține de Vicovu de Jos).  
Afluenții principali ai Putnei, pe care îi colectează în zona fostei fabrici, IRA (Intreprinderea de Reparații Auto cu o mică turnătorie) și a fabricii de cherestea, într-o veritabilă piață de adunare a apelor, de tip radiar convergent. Aceștia sunt: Vițăul sau Vețăul care izvorăște din Poiana Hăciungului( sub Piatra Mare) la 950 de metri, Putnișoara care vine de sub Poiana Crucii la 1064 de metri , Bodârlăul și Glodu care vine din Poiana Glodului.

## Imagini

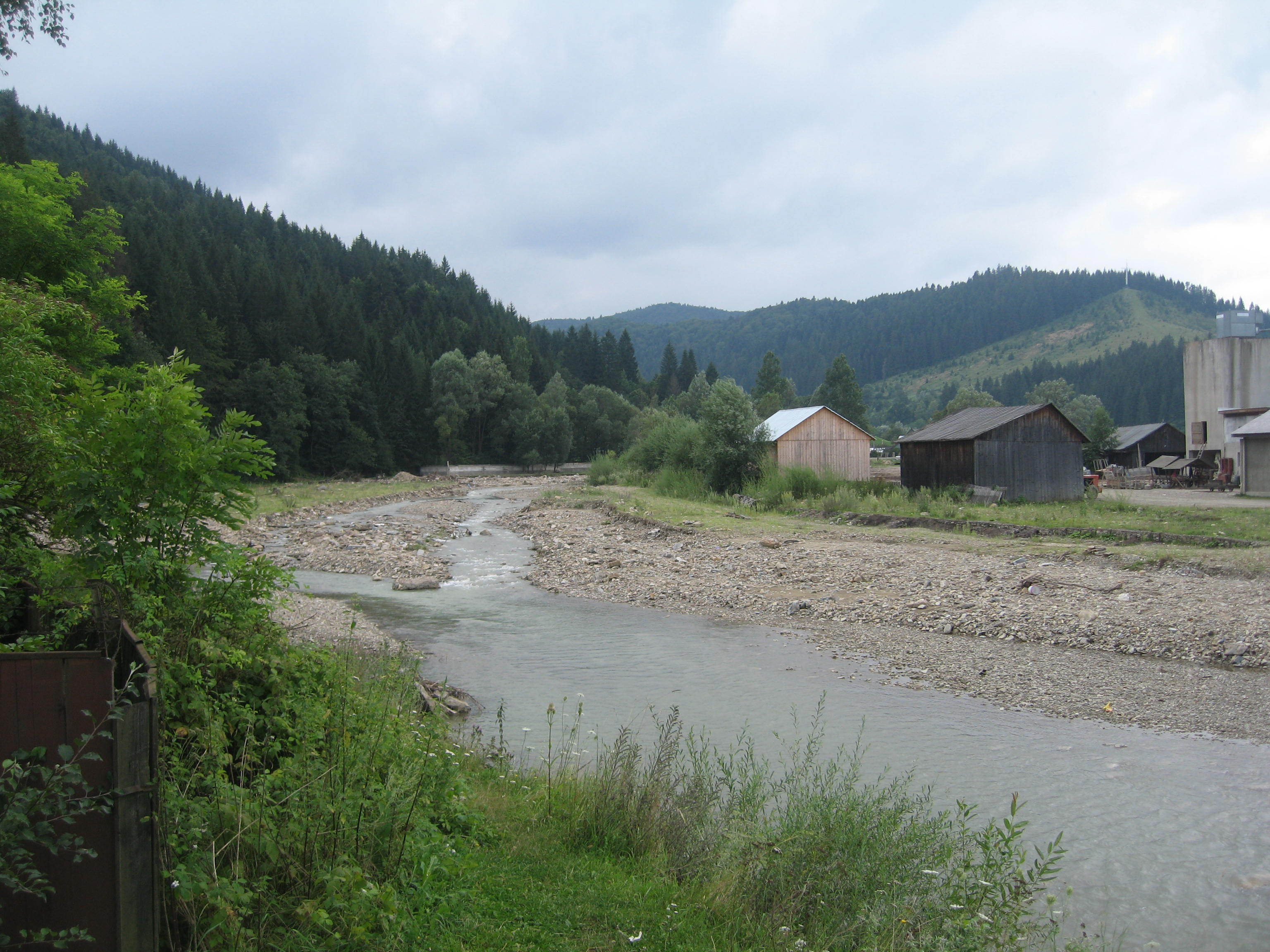
Râul Putna văzut în amonte de Putna
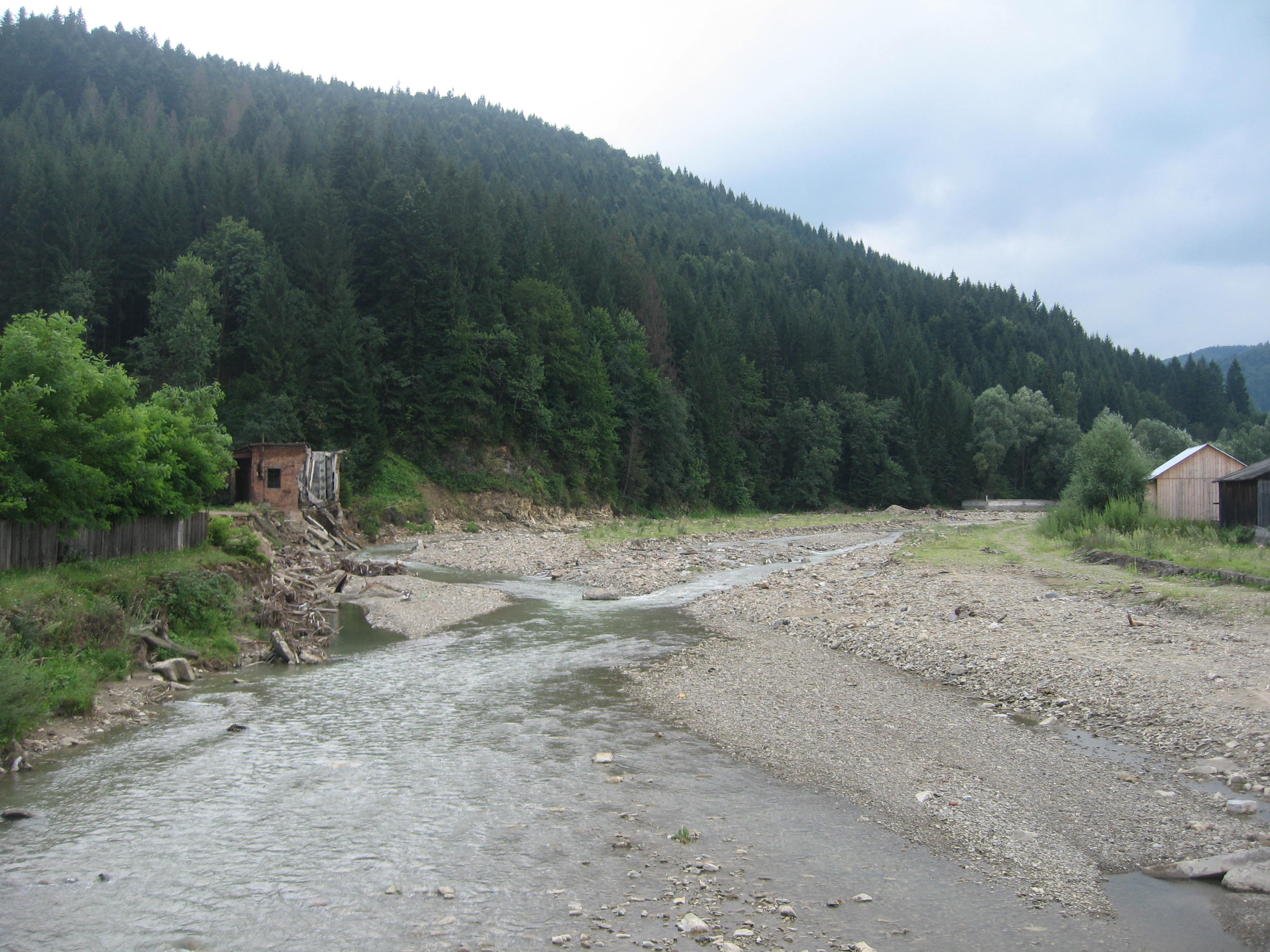
Râul Putna văzut în amonte de Putna
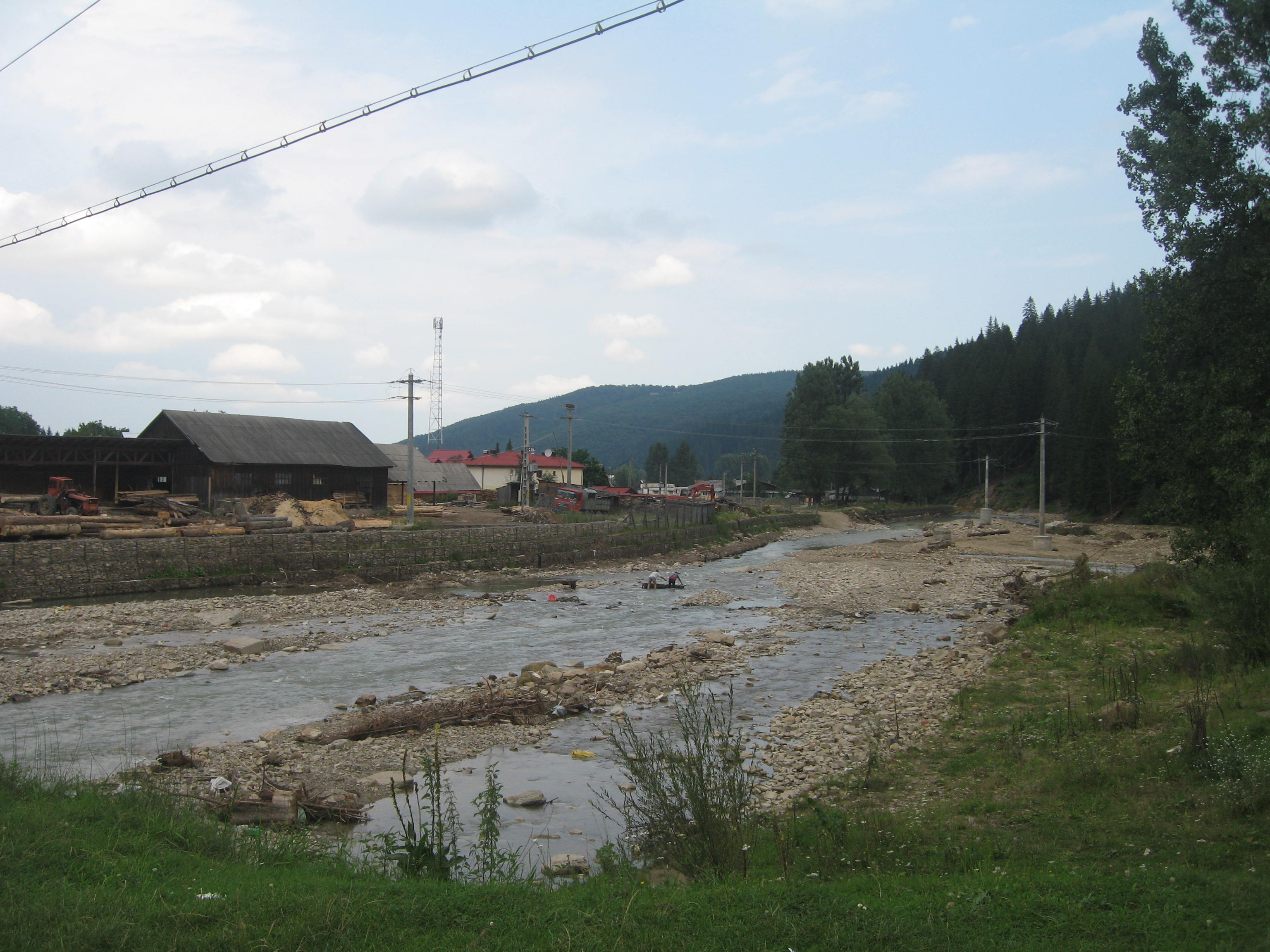
Râul Putna văzut în aval de Putna
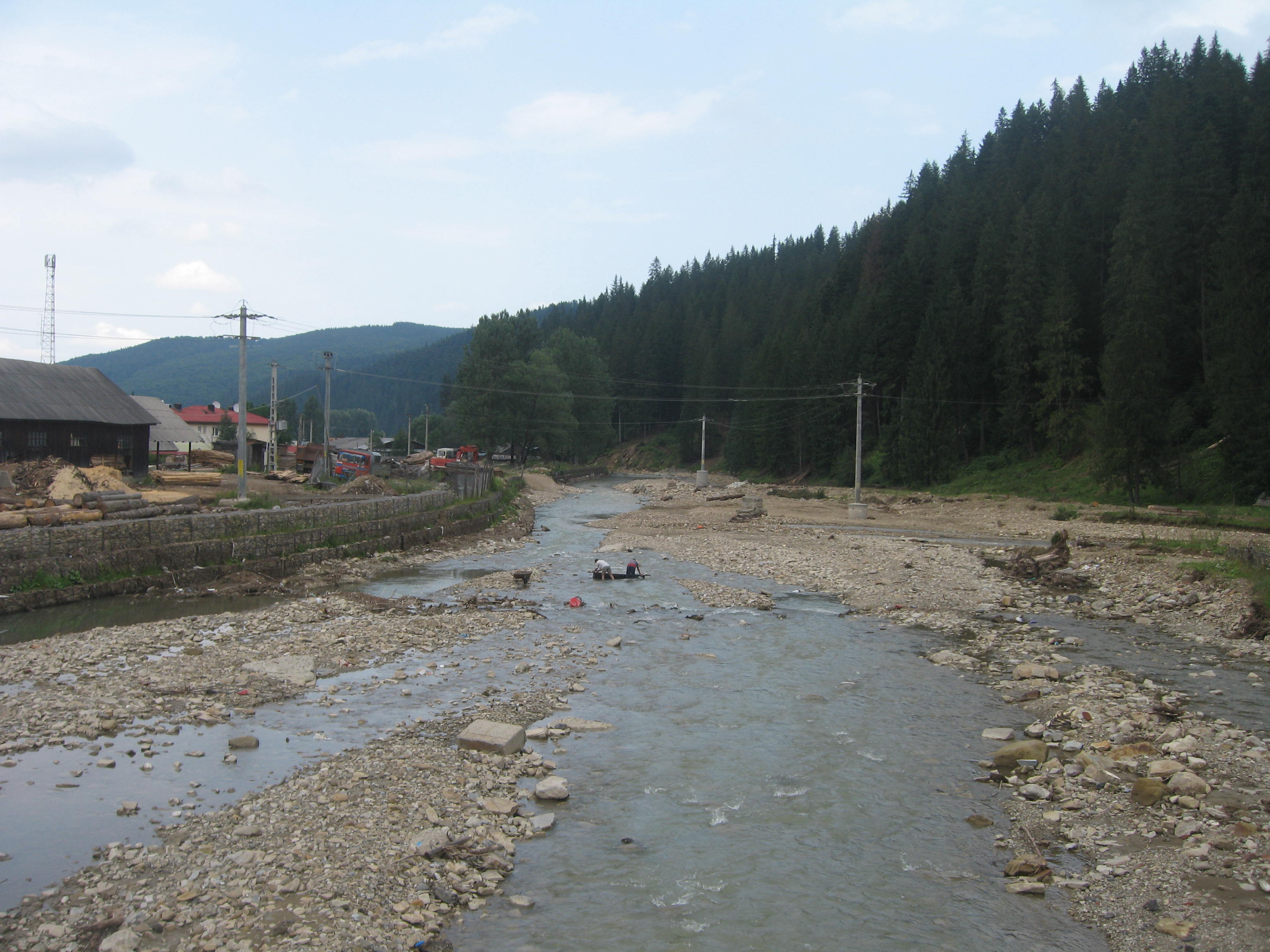
Râul Putna văzut în aval de Putna

## Hărți
- Harta județului Suceava
- Harta Obcinele Bucovinene  Arhivat în 30 iulie 2009, la Wayback Machine.
- Ovidiu Gabor - Economic Mechanism in Water Management  Arhivat în 5 martie 2009, la Wayback Machine.